# デジタル金庫
デジタル金庫（Data_room）とは　電子文書の保管および管理のために使用されている電子情報のオンラインリポジトリです。
近年の紙書類のデジタル化により、貸金庫の電子版（デジタル貸金庫）としてデータストレージ、ドキュメント交換、ファイル共有、金融取引、法的取引など、さまざまな目的で使用されます。
通常の金庫に暗証番号用にテンキーがついている物を「デジタル金庫」と呼ぶこともあるが、本項とは異なるものである。

## 欧米での広がり
欧米では仮想データルーム（Virtual Data room）として多くの場合、M＆Aトランザクション、遺言・相続手続き、ローン手続き、資産トランザクション、裁判でのデューデリジェンスプロセスなどに使用されます。このデューデリジェンスプロセスでは、従来、書類などを扱う物理的なデータ保管金庫などを使用してドキュメントの開示を行ってきました。しかし近年、電子文書の原本担保化、コスト、効率、セキュリティの理由から、デジタル金庫は、従来の物理金庫に広く取って代わりました。

## 安全性の確保
デジタル金庫は、使用者とそのアドバイザー（弁護士・金融機関・政府・企業団体など）がインターネット経由でアクセスできるイントラネットです。つまり、デジタル金庫はイントラネットででアクセスが制限されたWebサイトであり、アドバイザーが提供する安全なログオンを使用します。保管される電子書類情報の多くは機密情報であり、（転送、コピー、または印刷によって）第三者にこれを公開するには制限が適用されます。
デジタル金庫は、専用Webサイトまたはリポジトリを通じて、許可されたユーザーに安全なドキュメントへのアクセスを提供します。

### 電子文書と原本担保
従来のコンピュータデータはすべてコンピュータ内部のものと見なされていました。そのため、最終的なデータ出力はコンピュータプログラムまたはシステムファイル以外は、常に紙に印刷されていました。しかし、コンピュータネットワーク、モニタ、オンラインストーレジなどの発達により、電子文書を配布する方がはるかに便利になりました。このことは、印刷する代わりにモニター表示し閲覧するため、印刷とコピーを保存するために必要な書類保管スペースも不要になりました。
しかし　これは、電子媒体保存された書類は安易に改ざんできるため不正を引き起こす原因ともなりました。
電子文書を公文書として取り扱うために、電子文書の原本を担保する取り組みはとして、欧米を中心にデジタル証拠（Digital Evidence)技術が1980年代から活発化し　米国連邦証拠規則として法整備化されています。日本国内でも警察や裁判所を中心として、刑事民事における電子原本であることを証明する技術が（コピーや変更履歴などを判別する）が近年コンピュータフォレンジックとして確立されました。

### 活用例と普及
遺産相続では、被相続人または弁護士などが、資産や遺言の書類保存用のデジタル金庫を被相続人に設定します。これにより、被相続人は機密維持できる管理された環境で資産に関連する情報を保管・管理できます。従来、これは、アクセスが制御された安全な施設に監視された物理的な金庫を設置し、盗難・火災・洪水・改ざんなどの危険から、重要書類などの保護に利用することで実現されていました。デジタル金庫は、従来の金庫と同じ利点（アクセスの制御、表示、コピー、印刷など）を持つように設計されていますが、電子文書の増加と関係者の作業効率のため、多くの企業や業界では、金庫などの代わりにデジタル金庫を使用するようになりました。
合併と買収の過程では、買収または売却される企業または部門に関連するデータの中央リポジトリの一部として設定されます。デジタル金庫により、関係者は機密性を維持できる管理された環境でビジネスに関連する情報を表示できます。従来、これは、アクセスが制御された安全な施設に監視された物理的なデータルームを設置することで実現されていました。ほとんどの場合、物理的なデータルームでは、一度に1つのチームのみがルームにアクセスできます。デジタル金庫は、従来のデータルームと同じ利点（アクセスの制御、表示、コピー、印刷など）を持つように設計されていますが、法整備と効率向上のため、多くの企業や業界では、物理データルームの代わりにデジタル金庫を使用するようになりました。